# Алекс Москович
Москович Алекс (фр. Alex Moscovitch, 1911, Київ — 1996, Париж) — французький політичний діяч, аналітик. Соратник генерала де Голля.

## Біографія
Після громадянської війни родина емігрувала до Франції. У 1931 батьки Алекса повернулися до Києва, де батька вбили вже 1935 р. Алекс, який тоді служив у французькій армії залишився.
Основні дати життя і діяльності:
1940—1945 — офіцер військ «Вільної Франції» (антинациський рух), організованої Шарлем де Голлем.
1946—1970 — один з лідерів партій де Голля «Об'єднання французького народу» та «Національний союз за республіку».
1947—1966 — член Муніципальної Ради Парижа.
1965—1977 — заступник мера Парижа, шеф паризької поліції.
1989—1991 — радник Михайла Горбачова.
1991—1996 — економічний радник президента Казахстану Нурсултана Назарбаєва.
Москович Алекс (з інтерв'ю):
|  | … поклоніться Києву, Україні. Сходіть за мене на Володимирську гірку… Згоден з Булгаковим — це найкраще місце у світі. |